# Bioelectromagnetismo
'Para la terapia de medicina alternativa véase Terapia magnética.'
El bioelectromagnetismo es una rama de las ciencias biológicas que estudia el fenómeno consistente en la producción de campos magnéticos o eléctricos producidos por seres vivos; estos dos conceptos van fuertemente unidos, ya que toda corriente eléctrica produce un campo magnético. A veces es denominado parcialmente como bioelectricidad o biomagnetismo.

"El Bioelectromagnetismo (BEM) es la ciencia emergente que estudia la forma en que los organismos vivos interactúan con los campos electromagnéticos (EM). Los fenómenos eléctricos se hallan en todos los organismos vivientes. Más aún, existen corrientes eléctricas en el cuerpo que producen campos magnéticos que se extienden fuera del cuerpo. En consecuencia, los organismos pueden verse influidos también por campos magnéticos y electromagnéticos externos. Cambios en los campos naturales del cuerpo pueden producir cambios físicos y de conducta."
Aplicaciones del Bioelectromagnetismo en medicina (s.f.). Recuperado el 14 de mayo de 2013, de http://www.sld.cu/galerias/pdf/sitios/rehabilitacion-fis/biomagnetismo.pdf

Los ejemplos de este fenómeno incluyen el potencial eléctrico de las membranas celulares y las corrientes eléctricas que fluyen en nervios y músculos como consecuencia de su potencial de acción. No debe confundirse con la bioelectromagnética, que se ocupa de los efectos de una fuente externa de electromagnetismo sobre los organismos vivos, ni con el estudio de la magnetorrecepción, la percepción del campo magnético por parte de los seres vivos, ni tampoco con el biomagnetismo que plantea curar males con imanes.
Las células biológicas usan gradientes electrostáticos para almacenar energía metabólica, para realizar trabajo o  desencadenar cambios internos, e intercambiarse señales. El bioelectromagnetismo es la corriente eléctrica producida por potenciales de acción junto con los campos magnéticos que generan a través del fenómeno del electromagnetismo.
El bioelectromagnetismo se estudia principalmente a través de las técnicas de electrofisiología. A fines del siglo XVIII, el médico y físico italiano Luigi Galvani registró por primera vez el fenómeno de la contracción de un músculo de cadáver mientras disecaba una rana en una mesa donde había realizado experimentos con electricidad. Galvani acuñó el término electricidad animal para denominarlo, mientras que actualmente se denomina galvanismo. Galvani y sus contemporáneos consideraron que la activación muscular era resultado de un fluido eléctrico o sustancia presente en el nervio.

## Fenómeno biológico
"Los organismos pueden verse influidos también por campos magnéticos y electromagnéticos externos. Cambios en los campos naturales del cuerpo pueden producir cambios físicos y de conducta".
Eventos eléctricos de corta vida llamados potenciales de acción se producen en varios tipos de células animales que se denominan células excitables, una categoría de célula incluyen neuronas, células musculares, y las células endocrinas, así como en algunas células de la planta. Estos potenciales de acción se utilizan para facilitar la comunicación intercelular y activar procesos intracelulares. Los fenómenos fisiológicos de los potenciales de acción son posibles porque los canales iónicos activados por voltaje permiten que el potencial de reposo causada por gradiente electro-químico a ambos lados de una membrana celular a resolver.
Bioelectromagnetismo se estudia principalmente a través de las técnicas de electrofisiología. A finales del siglo XVIII, el italiano, el médico y físico Luigi Galvani primero registraron el fenómeno, mientras diseccionaba una rana en una mesa donde había estado llevando a cabo experimentos con la electricidad estática. Galvani acuñó el término electricidad animal para describir el fenómeno, mientras que los contemporáneos etiquetaron galvanismo. Galvani y contemporáneos consideraron la activación muscular como resultado de un fluido eléctrico o sustancia en los nervios.
Algunos animales acuáticos por lo general tienen sensores bioeléctricos agudos, que proporcionan una sensación conocida como electrorrecepción, mientras que las aves migratorias son capaces de navegar en parte por la orientación con respecto al campo magnético de la Tierra. En una aplicación extrema del electromagnetismo la anguila eléctrica es capaz de generar un gran campo eléctrico fuera de su cuerpo utilizados para la defensa, la caza y auto dedicado a través de un órgano eléctrico.

## Fenómenos térmicos
La mayor parte de las moléculas en el cuerpo humano interactúan débilmente con los campos electromagnéticos en la radiofrecuencia o de frecuencia extremadamente baja bandas.[cita requerida] Una de estas interacciones es la absorción de la energía de los campos, lo que puede causar que el tejido se caliente, los campos más intensos se producen mayor calentamiento. Esto puede dar lugar a efectos biológicos que van desde la relajación muscular (como los producidos por una diatermia dispositivo) a las quemaduras. Muchas naciones y los organismos reguladores, como la Comisión Internacional de Protección contra las Radiaciones No Ionizantes han establecido pautas de seguridad para limitar la exposición a los CEM a un no nivel térmico.
Esto puede ser definido como calefacción solo hasta el punto en que el exceso de calor puede ser disipado, o como un incremento fijo de la temperatura no es detectable con instrumentos actuales, como 0,1 °C.  Sin embargo, los efectos biológicos se ha demostrado que estar presente para esas exposiciones no térmicas,  Se han propuesto varios mecanismos para explicar estos,  y puede haber varios mecanismos que subyacen a los fenómenos observados diferentes. Los efectos biológicos de los campos electromagnéticos débiles son objeto de estudio en el magneto.

## Efectos en el comportamiento
Muchos de los efectos en el comportamiento, en diferentes intensidades, se han registrado bajo la exposición a los campos magnéticos, en particular bajo los campos magnéticos pulsantes. El pulseform específico utilizado parece ser un factor importante para el efecto de comportamiento. Visto, por ejemplo, un campo magnético pulsante diseñado originalmente para espectroscópica RMN, se encontró que permitía aliviar los síntomas en  pacientes bipolares, mientras que otro pulso de resonancia magnética no tuvo ningún efecto. En otros estudios, se encontró que una exposición de todo el cuerpo a un campo magnético pulsante podía alterar el equilibrio de pie y la percepción del dolor.

## TMS y efectos relacionados
Un fuerte campo magnético cambiante puede inducir corrientes eléctricas en el tejido conductor tal como el cerebro. Puesto que el campo magnético penetra en el tejido, que puede ser generado fuera de la cabeza para inducir corrientes dentro, haciendo que la estimulación magnética transcraneal (TMS). Estas corrientes despolarizar las neuronas en una parte seleccionada del cerebro, lo que conduce a cambios en los patrones de actividad neuronal. En repetidas terapia TMS pulso o EMT, la presencia de electrodos EEG incompatibles puede provocar calentamiento del electrodo y, en casos severos, quemaduras en la piel. Un número de científicos y los médicos están tratando de utilizar TMS para reemplazar la terapia electroconvulsiva (TEC) para tratar trastornos como la depresión grave.
En lugar de una fuerte descarga eléctrica a través de la cabeza como en ECT, un gran número de pulsos relativamente débiles se entregan en la terapia TMS, típicamente a una velocidad de aproximadamente 10 pulsos por segundo. Si los pulsos muy fuertes a una velocidad rápida se entregan al cerebro, las corrientes inducidas pueden causar convulsiones al igual que en el original de la terapia electroconvulsiva. A veces, esto se hace deliberadamente con el fin de tratar la depresión, tales como en ECT también.